# 15385 Даллолмо
15385 Даллолмо (15385 Dallolmo) — астероїд головного поясу, відкритий 25 вересня 1997 року.
Тіссеранів параметр щодо Юпітера — 3,230.